# Cápiz
Capiz est une province des Philippines située sur l'île de Panay dans les Visayas occidentales (Région VI) du groupe des Visayas. On y parle le capiznon.
Le code ISO 3166-2:PH de Capiz est CAP.

## Culture
Église baroque Santa Mónica à Panay. 

## Municipalités
Ville : Roxas City,
- Cuartero
- Dao
- Dumalag,
- Dumarao,
- Ivisan,
- Jamindan,
- Ma-ayon,
- Mambusao,
- Panay,
- Panitan,
- Pilar,
- Pontevedra,
- President Roxas
- Sapi-an, ou Sapian,
- Sigma,
- Tapaz,

## Personnalités
- Manuel Roxas, 1er président des Philippines